# دانا هی
دانا هی (انگلیسی: Dana Hee؛ زادهٔ ۹ نوامبر ۱۹۶۱) تکواندوکار اهل ایالات متحده آمریکا است.
وی در مسابقات کشوری و بین‌المللی در مجموع برندهٔ ۱ مدال طلا شده‌است.